# بیمارستان شهدای رستم (مصیری)
بیمارستان شهدای رستم بیمارستانی است درمانی در شهر مصیری مرکز شهرستان رستم استان فارس که در مهر ۱۴۰۲ با ۶۴ تخت افتتاح گردید. که تحت پوشش دانشگاه علوم پزشکی شیراز قرار دارد.
این بیمارستان نخستین بیمارستان شهرستان رستم است که در مهر ماه سال ۱۴۰۲ یا حضور سید ابراهیم رئیسی رئیس جمهور ایران به بهره‌برداری رسید.